# دای (رمزارز)
رمزارز دای (Dai) یک استیبل کوین است که به پشتوانه ارزهای دیجیتال غیرمتمرکز ساخته شده. دای برخلاف تتر با پشتوانه دلار آمریکا ساخته نشده‌است و بربستر بلاکچین اتریوم منتشر شده‌است. دای (Dai) یک رمزارز غیرمتمرکز است. قیمت توکن DAI معادل ۱ دلار است و از طریق مکانیسم‌های قیمت‌گذاری خودکار که در قراردادهای هوشمند تعبیه شده‌است، حفظ می‌شود.
Dai یک رمزارز پایدار است و هدف آن حفظ ارزش از طریق سیستم خودکار قراردادهای هوشمند در بلاکچین(Ethereum) است؛ که تا حدِ ممکن نزدیک به یک دلار ایالات متحده باشد. Dai توسط (MakerDAO) یک سازمان خودمختار غیرمتمرکز (DAO) متشکل از صاحبان توکن حکومتی (MKR)، نگهداری و تنظیم می‌شود؛ که ممکن است به منظور اطمینان از ثبات آن، در مورد تغییر برخی پارامترها در قراردادهای هوشمند خود رأی‌گیری کند.

## بررسی اجمالی
دای از طریق وام و بازپرداخت وام بدون وثیقه ایجاد می‌شود؛ که توسط قراردادهای هوشمند MakerDAO در قالب یک برنامه غیرمتمرکز تسهیل می‌شود. کاربرانی که اتر (یا سایر ارزهای رمزپایه پذیرفته شده به عنوان وثیقه) را واریز می‌کنند می‌توانند در مقابل ارزش سپرده‌های خود وام بگیرند. نسبت وثیقه‌گذاری برای آتریوم در حال حاضر ۱۵۰٪ تعیین شده‌است، یا به عبارت دیگر، سپردن اتریوم به ارزش ۱۵۰ دلار به شما اجازه می‌دهد تا ۱۰۰ دای (تقریباً معادل ۱۰۰ دلار) وام بگیرید. چنانچه ارزش وثیقه به زیر این نسبت کاهش یابد، وام‌ها می‌توانند به صورت خودکار توسط قراردادهای هوشمند منحل شوند. از طرف دیگر، اگر ارزش آن افزایش یابد، می‌توان دای اضافی را وام گرفت.
در نتیجه با بازپرداخت وام و سود متعلق به آن، دای برگشتی به‌طور خودکار از بین می‌رود و وثیقه برای برداشت در دسترس قرار می‌گیرد. به این ترتیب می‌توان گفت که ارزش دلار آمریکا دای با ارزش دلار آمریکا وثیقه اساسی موجود در قراردادهای هوشمند MakerDAO پشتیبانی می‌شود. با کنترل انواع وثیقه‌های پذیرفته شده، نسبت‌های وثیقه‌گذاری و نرخ سود وام یا ذخیره Dai ,MakerDAO قادر به کنترل میزان Dai در گردش و در نتیجه ارزش آن است.